# Władysław Dzieduszycki (1821–1868)
Władysław Dzieduszycki (ur. w 1821, zm. 10 października 1868 w Wiedniu) – poseł do Sejmu Krajowego Galicji I kadencji (1861–1863), hrabia, hodowca koni, właściciel dóbr Jezupol w powiecie Halicz, Dzieduszyc Wielkich, Sokołowa i Łanów w powiecie stryjskim.
Był synem Kajetana Jana Dzieduszyckiego oraz jego żony Florentyny (Flory) Krystyny Magdaleny z Duninów-Borkowskich h. Łabędź.
Wybrany w I kurii obwodu Stanisławów, z okręgu wyborczego Stanisławów. W 1865 na jego miejsce wybrano Apolinarego Hoppena.
Po wybuchu powstania styczniowego w 1863 został członkiem Komitetu Obywatelskiego Galicji Wschodniej i naczelnikiem obwodu stanisławowskiego.
Jego synem był Wojciech Dzieduszycki.